# The Big Express
The Big Express — седьмой студийный альбом британской рок-группы XTC. Альбом был выпущен 15 октября 1984 года лейблом Virgin Records. Это автобиографический концептуальный альбом, вдохновлённый родным городом группы, Суиндоном, и его железнодорожной системой Swindon Works. В отличие от своего предшественника Mummer (1983), который отличался сдержанным, пасторальным подходом к производству, альбом отличается ярким, быстрым звучанием, отмеченным студийными экспериментами и более плотными аранжировками, задавая шаблон, который они в дальнейшем развивали в последующих альбомах.
XTC продюсировали альбом совместно с владельцем Crescent Studios Дэвидом Лордом, бюджет составил более 75 000 фунтов стерлингов (что эквивалентно 300 000 фунтов стерлингов в 2023 году). Как и Mummer, Пит Фиппс из The Glitter Band был нанят в качестве сессионного барабанщика для группы. Они продолжали расширять использование экзотических инструментов, впервые включив в своё творчество такие инструменты, как драм-машина LinnDrum, саксгорн-баритон эуфониум и семплер E-mu Emulator. Большая часть альбома продемонстрировала психоделическое влияние группы благодаря использованию меллотрона, ленточного сэмплирующего клавишного инструмента, популярного в 1960-х и 1970-х годах, а также таких эффектов, как обратное эхо и фазовое вибрато. Название альбома отсылает к экспрессам и художественному самовыражению.
Ведущий сингл «All You Pretty Girls» достиг 55-го места в британском чарте синглов UK Singles Chart, а создание видеоклипа обошлось в 33 000 фунтов стерлингов. Альбом The Big Express получил мало отзывов критиков и был продан тиражом меньше, чем Mummer. Он достиг 38-го места в британском чарте альбомов UK Albums Chart и 178-го места в американском Billboard 200. Некоторые критики отмечали, что музыка альбома страдала от перепроизводства и недостатка динамики. В последующие годы альбом называли «чрезвычайно влиятельным». Название японской рок-группы Seagull Screaming Kiss Her Kiss Her произошло от одноимённого альбомного трека Seagulls Screaming Kiss Her Kiss Her.

## История
Предыдущий альбом XTC Mummer был их первой работой после ухода от концертной деятельности в 1982 году. Он был выпущен в августе 1983 года после нескольких месяцев задержек из-за творческих разногласий группы с продюсером Стивом Найем и Virgin Records и стал альбомом группы, показавшим самые низкие результаты в чартах на сегодняшний день. Практически все современные рецензии на альбом обвиняли группу в потере связи с современным музыкальным климатом. Басист Колин Молдинг думал, что «когда мы вернулись из Америки после нашего прерванного тура 1982 года… на сцену вышли такие люди, как Spandau Ballet; появлялись новые группы, и для нас не было места». Недовольный спадом в карьере, барабанщик Терри Чемберс покинул группу в самом начале сессий Mummer, чтобы позаботиться о своей жене и новорождённом ребёнке в Австралии.

## Отзывы
Альбом получил положительные отзывы музыкальной критики и интернет-изданий, особенно в США. Рецензент CMJ New Music Report написал, что альбом «в основном блестящий», и выразил надежду, что группа добьётся успеха и признания, которых она «полностью заслуживает». Кен Ричардсон из Stereo Review назвал альбом «забытым шедевром». Рик Миллер из The Spectator в своей полностраничной рецензии восторженно назвал его «самой захватывающей записью, которую я слышал за последние годы». Он также отметил, что в 2084 году XTC будет так же широко признана, как The Beatles.
Роберт Кристгау в своей статье для The Village Voice дал альбому оценку B и порекомендовал группе написать мюзикл, «который позволил бы им работать в должном масштабе и стал бы лучшим произведением для паровых поездов со времён Рэя Дэвиса». Бернвард Майер из немецкого издания Musik Express дал альбому высшую оценку и похвалил музыку за умелый баланс между детскими песнями, «жёстким блюзом», синкопированными мелодиями и психоделикой, выделив «This World Over» как «самую красивую» песню. В журнале Smash Hits приглашённый автор Моррисси написал рецензию на следующий сингл «This World Over», в которой говорилось: «XTC отошли от махинаций музыкальной индустрии и теперь записывают более качественные записи».
Эрика Векслер, в то время критик журнала Musician, предположила: «У XTC всегда полно идей; их единственный реальный недостаток — склонность слишком много их нагромождать. Но в наше время поп-клише я бы с радостью принял чрезмерную работу чувств XTC. Надеюсь только, что они всё ещё не слишком опережают своё время». В 1987 году музыкант и писатель Дэйв Бидини назвал его, пожалуй, «самым безрадостным альбомом XTC — своего рода невесёлым ответом на полусерьёзный вопрос, заданный на альбоме English Settlement. … Колин Молдинг звучит странновато-философски, а Энди Партридж — депрессивно; направление группы кажется размытым».

### Ретроспективные отзывы
| Оценки критиков               | Оценки критиков |
| Источник                      | Оценка          |
| ----------------------------- | --------------- |
| AllMusic                      | [ 2 ]           |
| Chicago Tribune               | [ 21 ]          |
| Encyclopedia of Popular Music | [ 22 ]          |
| The Rolling Stone Album Guide | [ 23 ]          |

В последующие годы Партридж сказал: «Я люблю этот альбом, и никто никогда о нём не упоминает. Этот и Mummer — два проигнорированных диска». Молдинг отнёсся к альбому менее благосклонно. По словам журналиста Mojo, утомительное программирование паттернов LinnDrum «истощило энтузиазм Колина и Дэйва, и прошли годы, прежде чем Дэйв смог вынести прослушивание этого тщательно продуманного и шумного результата». Грегори вспоминал, что его первой реакцией, когда спустя десятилетия он услышал «Smalltown», было: «Чёрт, это нужно сводить!» Он пояснил: «В треке много музыкальных и вербальных деталей, хотя значительная их часть затерялась и размыта, создавая плоское, нединамичное впечатление от прослушивания».
В рецензии на The Big Express для AllMusic Крис Вудстра отметил, что XTC создали «самую кропотливую, многослойную, динамичную в плане звука» работу на тот момент, что привело к «абсолютно цельному и приятному альбому от начала до конца». Он также посетовал, что последовавший за ним в 1986 году альбом Skylarking «получил гораздо больше славы», тогда как «этот альбом практически проигнорировали». Дэйв Дженнингс из Louder Than War назвал его «шедевром… в череде классических, новаторских и чрезвычайно влиятельных альбомов», особо выделив трек «Seagulls» как «достаточную причину, чтобы назвать этот альбом „классическим“». Эта песня вдохновила японскую нойз-рок-группу Seagull Screaming Kiss Her Kiss Her.
По словам Дж. Р. Джонса из Chicago Reader, песни с альбома можно отнести «к лучшим работам группы, но как запись они отягощены свинцовыми барабанами». Эндрю Харрисон из Q описал пластинку как «перепродюсированную» и «замученную LinnDrum», а Грег Кот из Chicago Tribune сказал, что это «XTC в своей самой циничной и раздражающей форме». В интервью 2016 года продюсер Skylarking Тодд Рундгрен сказал, что он также не согласен с недостатком динамики в Big Express, что, по его мнению, было вызвано тенденцией Партриджа наполнять аранжировки как можно большим количеством идей. Музыкальный журналист Алексис Петридис назвал отменённые треки с альбома Blur Modern Life Is Rubbish (1993) разочарованием для всех, кто «рад услышать [их] прерванные сессии с Энди Партриджем из XTC… они звучат именно так, как и ожидалось… как XTC из альбома An Everyday Story of Smalltown».

## Список композиций
Слова и музыка всех песен — Andy Partridge, кроме указанных.
| №  | Название                               | Автор(ы)       | Длительность |
| -- | -------------------------------------- | -------------- | ------------ |
| 1. | «Wake Up»                              | Colin Moulding | 4:40         |
| 2. | «All You Pretty Girls»                 |                | 3:40         |
| 3. | «Shake You Donkey Up»                  |                | 4:19         |
| 4. | «Seagulls Screaming Kiss Her Kiss Her» |                | 3:50         |
| 5. | «This World Over»                      |                | 5:37         |

| №                   | Название                          | Автор(ы)            | Длительность |
| ------------------- | --------------------------------- | ------------------- | ------------ |
| 1.                  | «The Everyday Story of Smalltown» |                     | 3:53         |
| 2.                  | «I Bought Myself a Liarbird»      |                     | 2:49         |
| 3.                  | «Reign of Blows»                  |                     | 3:27         |
| 4.                  | «You're the Wish You Are I Had»   |                     | 3:17         |
| 5.                  | «I Remember the Sun»              | Moulding            | 3:10         |
| 6.                  | «Train Running Low on Soul Coal»  |                     | 5:19         |
| Общая длительность: | Общая длительность:               | Общая длительность: | 44:01        |

| №   | Название          | Автор(ы) | Оригинальный релиз                              | Длительность |
| --- | ----------------- | -------- | ----------------------------------------------- | ------------ |
| 12. | «Red Brick Dream» |          | B-side of "All You Pretty Girls" 12-inch single | 2:01         |
| 13. | «Washaway»        | Moulding | B-side of "All You Pretty Girls" 7-inch single  | 3:01         |
| 14. | «Blue Overall»    |          | B-side of "This World Over" single              | 4:26         |

## Чарты
| Чарт (1984)                         | Высшая позиция |
| ----------------------------------- | -------------- |
| Австралия (Kent Music Report)       | 96             |
| Великобритания (UK Official Charts) | 38             |
| США (Billboard 200)                 | 178            |